# Archie Drummond
Archie Drummond, född 14 april 2002, är en brittisk roddare.

## Karriär
Drummond började med rodd när han gjorde rehab efter en rugbyskada. Han har studerat vid University of Washington och tävlat i rodd för deras idrottsförening Washington Huskies.
Vid EM 2025 i Plovdiv var Drummond en del av Storbritanniens lag som tog guld i åtta med styrman.